# Pyramiden

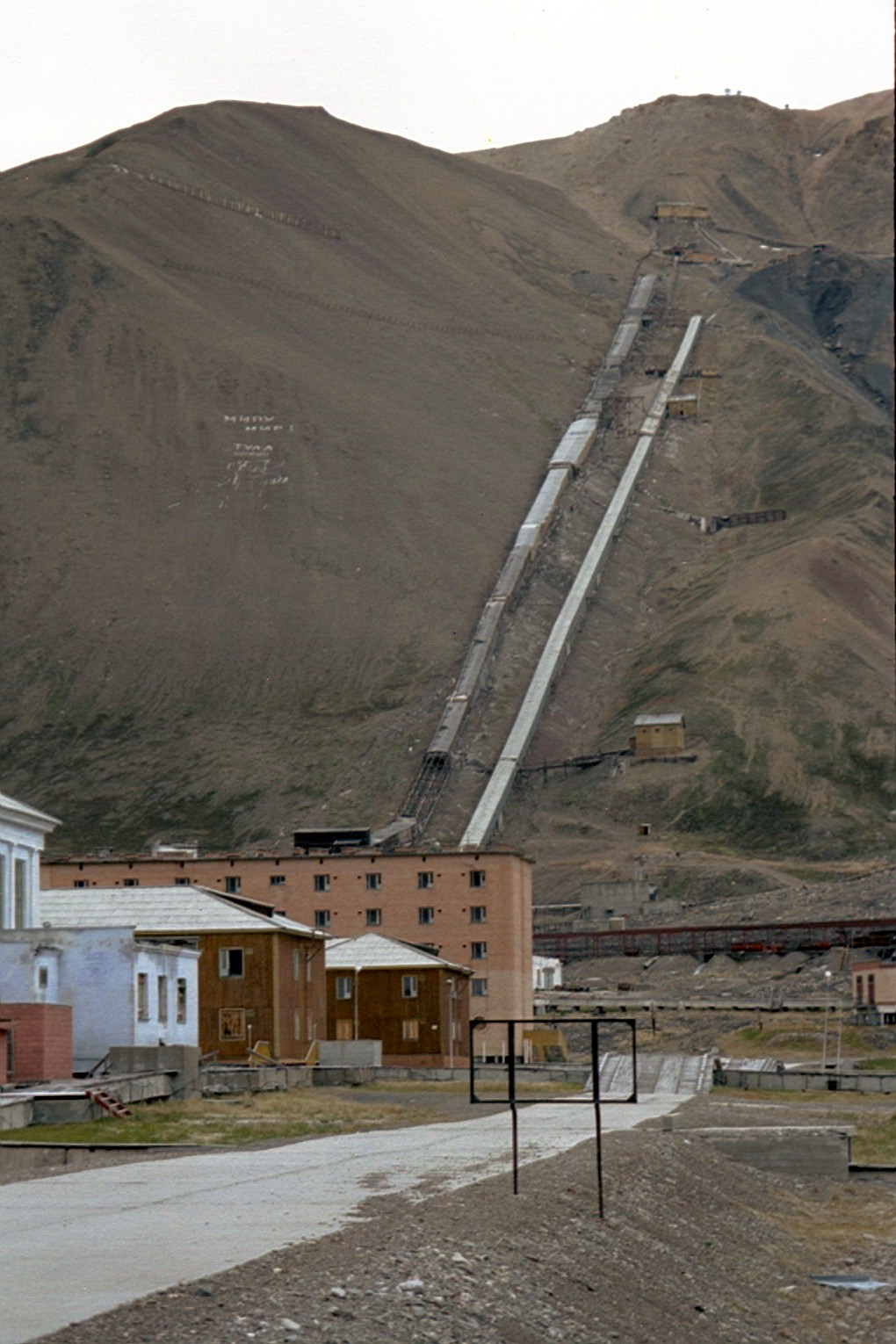
A szénbánya épületei (2005)

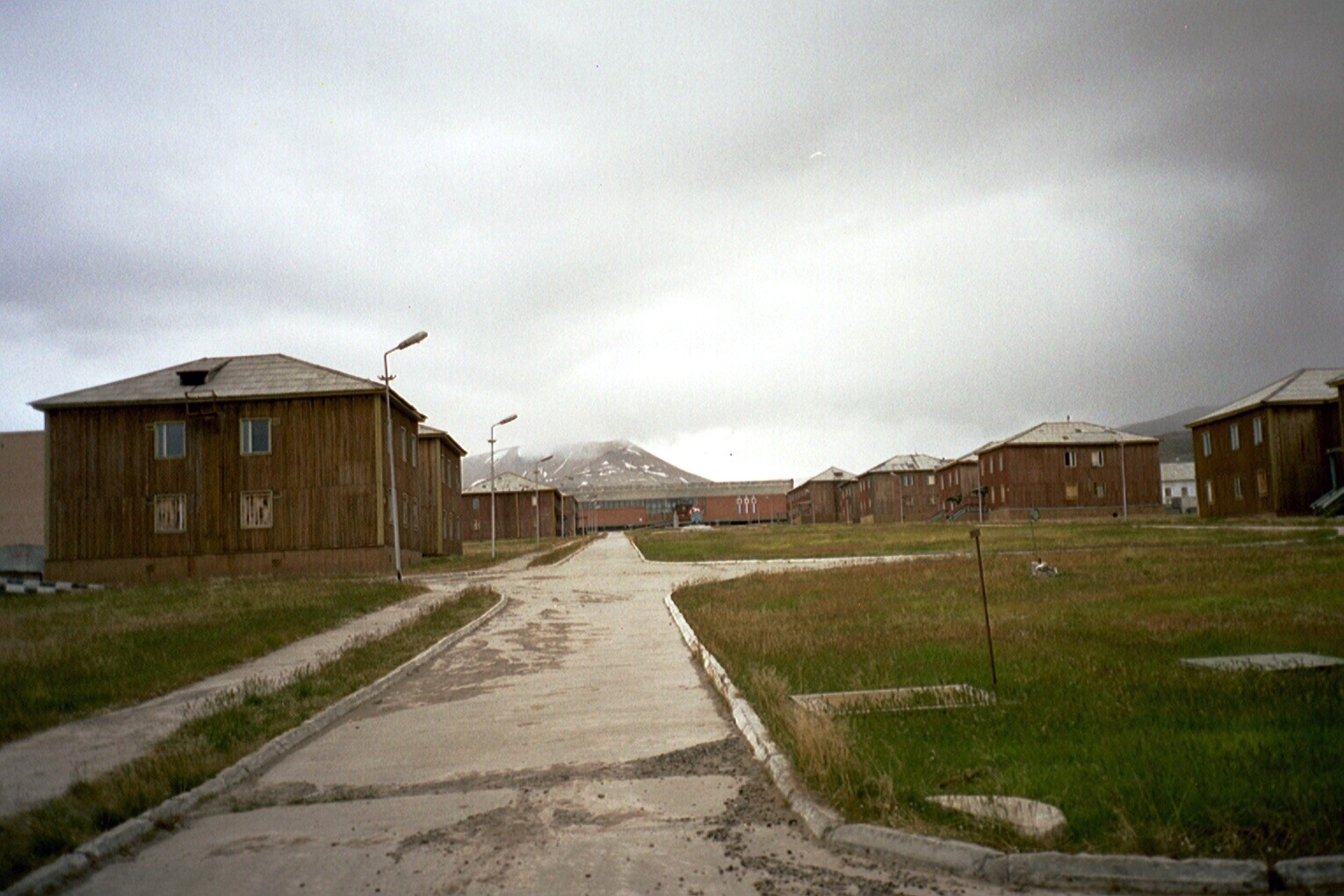
A főutca szibériai stílusú barakkokkal (2005)

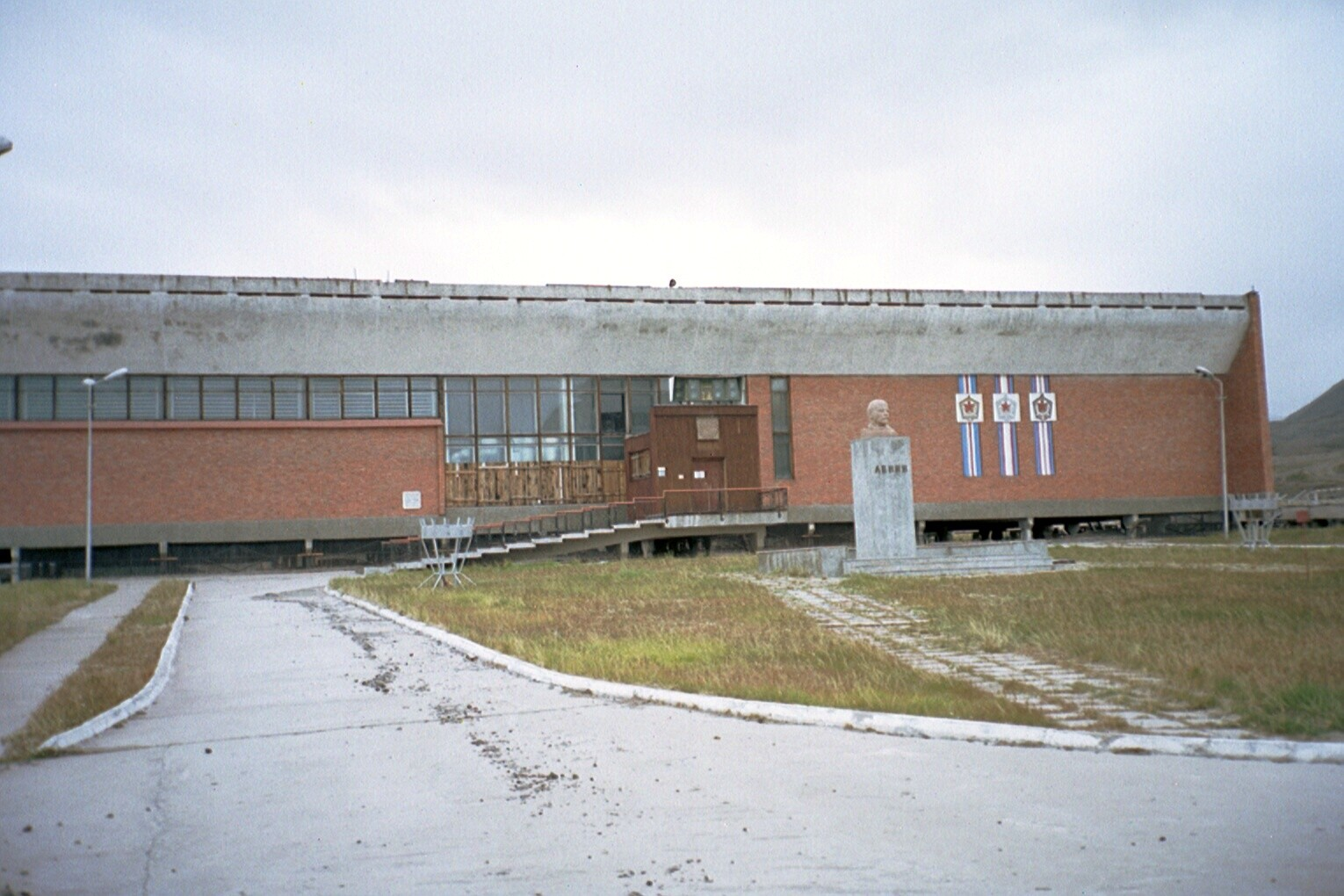
A főtér Lenin-szoborral és a sportközponttal (2005)

Pyramiden (norvégül „a piramis”; oroszul: Пирамида) egykori orosz szénbányász-település a Norvégiához tartozó Svalbardon. A svédek alapították 1910-ben, majd 1927-ben eladták a Szovjetuniónak.

## Története
A Spitsbergen szigeten, a Billefjord mellett fekszik; nevét a mellette emelkedő piramis alakú hegyről kapta. Az egykor 1000 lakost számláló bányatelepet 1998-ban hagyta fel tulajdonosa, az orosz állami tulajdonú Arktyikugol (Арктикуголь) bányavállalat, így ma teljesen lakatlan. Az épületek berendezése ma is olyan, ahogy akkor a sietős kiürítés során hátrahagyták.
Pyramiden szabadon meglátogatható, azonban az épületekbe tilos engedély nélkül bemenni a balesetveszély miatt; legtöbbjük le is van zárva. A település hajóval vagy hómobillal közelíthető meg. Vezetett látogatások is vannak angol, norvég és orosz nyelven.
A legközelebbi települések: az apró kutatótelep, Ny-Ålesund 100 km-re nyugatra, valamint a szigetcsoport fővárosa, Longyearbyen 50 km-re délre.

## Első magyar svalbardi hegymászó expedíció
1983 nyarán az Arktyikugol pyramideni telephelye volt a Futó Endre vezette első magyar svalbardi hegymászó expedíció bázisa. A magyar hegymászók Moszkván keresztül érkeztek Pyramidenbe. Innen az Artyikugol helikopterével szállították őket és az alaptábor eszközeit az Atomfjellet (1717 m) lábához. A hegycsúcs megmászását követően sítalpakon tértek vissza a kiinduló bázisra.